# Franklin megye (Massachusetts)
Franklin megye az Amerikai Egyesült Államokban, azon belül Massachusetts államban található. Megyeszékhelye és legnagyobb városa Greenfield. Lakosainak száma 71 029 fő (2020. április 1.). Franklin megye Windham, Bennington, Worcester, Hampshire, Berkshire és Cheshire megyékkel határos.

## Népesség
A megye népességének változása:
| Lakosok száma | 71 298 | 71 595 | 71 535 | 71 221 | 70 601 | 71 029 |
|               | 2010   | 2011   | 2012   | 2013   | 2015   | 2020   |